# Guy Aldonce II de Durfort
Guy Aldonce II de Durfort, duc de Lorges, connu sous le nom de maréchal de Lorges (né le 22 août 1630 à Duras, dans l'actuel département de Lot-et-Garonne - mort le 22 octobre 1702, à Paris), était un militaire français du XVIIe siècle, qui servit dans les armées de Louis XIV, et devint maréchal de France en 1676. Issu d'une famille de vieille noblesse, il était comte de Lorges (1681), duc de Quintin, dit de Lorges (1691). Il était le neveu du célèbre vicomte de Turenne.

## Biographie
Guy Aldonce était le cadet de la branche ducale de Duras, de la maison de Durfort, une vieille et haute famille noble. À l'époque de sa naissance, sa famille est protestante, comme le sont d'ailleurs les La Tour d'Auvergne, la famille de sa mère.
Guy Aldonce était le quatrième fils de Guy Aldonce Ier de Durfort (1605-1665), marquis de Duras, comte de Rauzan et seigneur de Lorges, maréchal de camp et d'Élisabeth de La Tour d'Auvergne, fille du maréchal de Bouillon et sœur de Turenne. Il avait un frère jumeau, Armand, mort de la peste le 6 avril 1631 avant d'avoir atteint l'âge d'un an. Un autre frère, Frédéric, comte de Rozan, (1626-1649), fut impliqué dans le blocus de Paris pendant la Fronde, au cours duquel il fut blessé le 19 février 1649, et qui mourut le 1er mai des suites de ses blessures. Son frère aîné, Jacques Henri, duc de Duras, (° 9 octobre 1625 - 12 octobre 1704) fut gouverneur de la Franche-Comté et également Maréchal de France (en 1675). On ne peut s'empêcher de penser que leur oncle a dû favoriser la carrière militaire de Jacques-Henri et de Guy Aldonce. Son dernier frère, Louis, fut un favori du roi d'Angleterre Charles II et devint comte de Feversham.
Guy Aldonce reçut à la naissance le titre de comte de Lorges qu'il utilisa jusqu'à son accession au duché en 1691.
Le duc de Lorges a commandé l'armée française en Allemagne en 1675 après la bataille de Salzbach à la place de son oncle puis de 1690 à 1695. En septembre 1692 il bat le prince Charles de Wurtemberg à Pforzheim et prend la ville de Heidelberg en 1693.
Le 29 septembre 1681, le marquis de la Moussaye (Henri de Quintin, gouverneur de Stenay) perclus de dettes, vend — soulevant l'opposition de ses sœurs qui veulent le faire interdire et renoncent seulement en 1685 à demander l'annulation de la vente par voie de retrait-lignager — la seigneurie de Quintin, en Bretagne, à son cousin le maréchal de Lorges. Cette baronnie de Quintin fut érigée en duché héréditaire par Louis XIV en faveur de Guy Aldonce, jusqu'alors comte de Lorges, par lettres patentes du mois de mars 1691, enregistrées le 21 du même mois. Il sera dès lors connu sous le nom de « duc de Lorges ». Le maréchal de Lorges, devenu duc et pair en mars 1691, n'habite pas le nouveau château de Quintin : il se contente de se faire aménager un appartement en vue de ses rares venues en Bretagne.
Le 31 décembre 1688, à Versailles, Lorges a été fait chevalier de l'ordre du Saint-Esprit, dans la onzième promotion du règne de Louis XIV. Il était également chevalier de l'Ordre royal et militaire de Saint-Louis. À sa mort, le 22 octobre 1702, son fils Guy Nicolas lui succéda et devint duc de Lorges. Mais sa postérité s'éteignit en 1775, après avoir encore donné deux maréchaux de France.

## Postérité
- Troisième fils de Guy Aldonce Ier de Durfort (1605-1665), 2e marquis de Duras, 2e comte de Rauzan, seigneur de Lorges, maréchal de camp, capitaine des gardes du corps du Roi et d'Elisabeth de La Tour d'Auvergne (1606-1685), Lorges épousa, le 19 mars 1676, dans un mariage de raison destiné à améliorer sa situation financière délicate[2], Geneviève Frémont d'Auneuil (1658 - 6 septembre 1727 à La Ferté-Vidame), fille de Nicolas Frémont (1688-1694), un riche financier soupçonné d'avoir été un laquais dans sa jeunesse[réf. nécessaire], ce qui est un des lieux communs de l'Ancien Régime sur les hommes d'argent, et de Geneviève Damond.

Ils auront six enfants  :
- - Marie-Gabrielle[3] (1678 - 21 janvier 1743), « mademoiselle de Lorges », qui épouse en 1695 Louis de Rouvroy, duc de Saint-Simon (1675-1755), le célèbre écrivain, qui dans ses Mémoires décrira par le menu la vie à la cour de Louis XIV et sous la Régence ;
  - Geneviève Marie (1680-1740), « Mademoiselle de Quintin », mariée le 21 mai 1695 avec Antonin Nompar de Caumont (1633-1723), duc de Lauzun ;
  - Guy Nicolas (20 février 1683 - Chaillot, 3 mars 1758), 2e duc de Quintin, 1er duc de Lorges (1706), capitaine des gardes du corps du roi, marié le 14 décembre 1702 avec Geneviève Chamillart (1685-1714), fille de Michel Chamillart, secrétaire d'État à la Guerre et contrôleur général des Finances de Louis XIV. Veuf, il se remarie le 12 décembre 1720 avec Marie Anne Antoinette de Mesmes (15 mai 1696 - 23 mars 1757), dame d'honneur de la duchesse d'Orléans, fille de Jean-Antoine de Mesmes. Il eut de son premier lit :
    - Guy Michel (26 août 1704 - Courbevoie, 6 juin 1773), duc de Randan, maréchal de France, membre de l'Académie des Sciences, Belles Lettres, et Arts de Besançon[4] (1752), marié le 12 juillet 1728 à Élisabeth Philippine de Poitiers de Rye (1715-1773), comtesse de Neufchatel, dont :
      - Marie Geneviève, dite "Mademoiselle de Randan", mariée le 18 février 1751 à Jean Bretagne (1737 † 1792), duc de Thouars, sans postérité ;

    - Guy Louis (18 février 1714 - Paris 10 décembre 1775), 3e duc de Lorges, lieutenant général des armées du roi (10 mai 1748), marié, le 26 février 1737 à Avessac, avec Marie Butault de Marsan (1718-1788), dont :
      - Postérité ;

  - Élisabeth Gabrielle, († 1727), abbesse d'Andecy ;
  - Claude Suzanne Thérèse († 1745), abbesse de Saint-Amand, à Rouen.
  - Marie Louise Gabrielle.

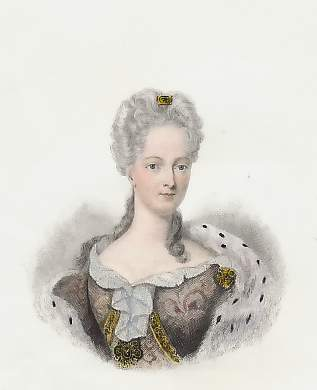
Mademoiselle de Lorges (1678-1743)
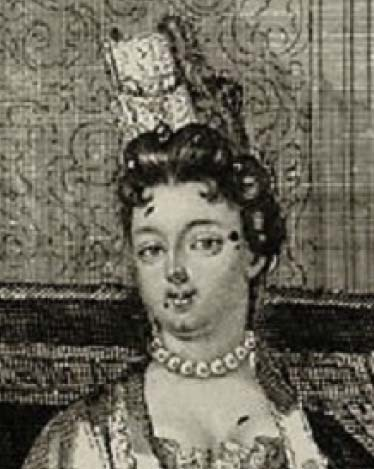
Mademoiselle de Quintin (1680-1740)

Une rue porte rappelle son souvenir à Quintin, la rue du Maréchal de Lorge.

## Armoiries
Écartelé: aux 1 et 4, d'argent, à la bande d'azur (de Durfort) ; aux 2 et 3, de gueules, au lion d'argent (Lomagne) ; un lambel de gueules brochant sur l'écartelé. Tenants: deux anges,.